# Хитаров, Рафаэль Мовсесович
Рафаэ́ль Мовсе́сович Хита́ров (15 (28) декабря 1901, село Тионети, Тифлисская губерния, Российская империя, — 28 июля 1938, «Коммунарка», СССР) — советский комсомольский и партийный деятель.

## Биография
По национальности армянин. Был вторым ребёнком в семье. Чтобы дать детям хорошее образование, после рождения Рафаэля семья переехала в Тифлис, где вскоре глава семейства Мовсес Геворкович, торгующий шерстью, стал одним из наиболее заметных торговцев.
В 1916 году Рафаэль вступил в нелегальный кружок из учащихся-армян 1-й мужской гимназии, давших клятву посвятить жизнь борьбе за освобождение Армении.
В июле 1917 года прочёл ленинские «Критические заметки по национальному вопросу» и с этого момента перешёл на марксистские позиции. Затем вступил в тифлисскую организацию молодых социалистов-интернационалистов «Спартак».
В 1919 году окончил гимназию с золотой медалью, и в декабре стал членом комсомола и РКП(б). 23 февраля 1920 года на второй Тифлисской городской конференции комсомола избран членом Тифлисского комитета. Во время разгона первомайской демонстрации был арестован, но по ходатайству отца освобождён в тот же день. Затем возглавил Тифлисский комитет комсомола, и в августе был арестован снова. Благодаря связям отца вместо тюремного заключения был в октябре выслан из Грузии как инородец.
Иммигрировал в Германию в ноябре 1920 года, где начал работать на бохумской шахте «Фридрих Нахбар» откатчиком, а вскоре стал помощником забойщика. В апреле 1921 года, после установления в Грузии советской власти, вернулся на родину и начал заведовать агитпропом Тифлисского городского комитета комсомола. Был избран в Кавказский краевой комитет комсомола и направлен в качестве одного из делегатов на 4-й съезд РКСМ.
Сразу после съезда переведён в Исполком Коммунистического интернационала молодёжи. По его заданию под именем Рудольфа Мартина в ноябре выехал в Германию, где вновь работал на производстве в Рурской области, затем штатным пропагандистом Рейнской и Рурской областей, секретарем Рурского обкома комсомола во время французской оккупации. В 1922 году был одним из делегатов немецкого комсомола на III Всемирном конгрессе КИМа. На VII съезде комсомола Германии в 1923 году под именем Мартина Клаковицки выступил с докладом «О нашей работе на производстве» и был избран членом ЦК, в котором стал заведующим орготделом. Через несколько месяцев по делу против Центрального комитета Коммунистической партии Германии, а также за антимилитаристскую пропаганду был заочно приговорён к нескольким годам каторжных работ. В мае 1925 года был отозван из Германии. Перед отъездом выступил на Всегерманской конференции КСМГ с докладом о положении и задачах германского комсомола и был избран почётным членом КСМГ — впервые за его историю.
После возвращения в СССР был избран заместителем председателя делегации РЛКСМ в КИМе и назначен заведующим организационным отделом Исполкома КИМа.
В начале 1927 года по легенде представителя концерна «И. Г. Фарбениндустри» был послан в качестве представителя Исполкома КИМа в Китай, где пробыл до декабря.
В начале 1928 года на 8-м съезде ВЛКСМ был избран председателем делегации ВЛКСМ в Исполкоме КИМа, а после прошедшего в том же году V конгресса КИМа стал генеральным секретарем Исполкома КИМа. Пользовался в КИМе огромным авторитетом, чему не в последнюю очередь служило владение шестью языками и прекрасное знание положения дел в зарубежном молодёжном коммунистическом движении.
В 1930—1934 годах — член Центральной контрольной комиссии ВКП(б).
На 9-м съезде ВЛКСМ в январе 1931 года вновь избран председателем делегации ВЛКСМ в Исполкоме КИМа, а также утвержден ответственным редактором журнала «Интернационал молодёжи». В апреле назначен секретарем парткома Кузнецкого металлургического комбината.
В 1934 году был награждён орденом Ленина.
В 1935 году направлен в Магнитогорск секретарем городского комитета ВКП(б).
В июле 1937 года стал секретарем Челябинского областного комитета ВКП(б). Этот период отмечен вхождением (с 16 октября по 11 ноября) в состав особой тройки, созданной по приказу НКВД СССР от 30.07.1937 № 00447, и активным участием в сталинских репрессиях.
11 ноября был арестован по обвинению в шпионаже и участии в контрреволюционной террористической организации и расстрелян 28 июля 1938 года. Реабилитирован 20 июля 1955 года определением Военной коллегии Верховного суда СССР.
2 ноября 1967 года Торцевая улица Новокузнецка была переименована в улицу Хитарова.
В июне 2024 года имя Хитарова было присвоено Новокузнецкому трамвайно-троллейбусному предприятию.